# Yoshinori Furube
Yoshinori Furube (Hiroshima, 9 december 1970) is een voormalig Japans voetballer.

## Carrière
Yoshinori Furube speelde tussen 1993 en 2001 voor Kagawa Shiun, Avispa Fukuoka, FC Tokyo en Sagawa Express Tokyo.